# Perykopy Henryka II

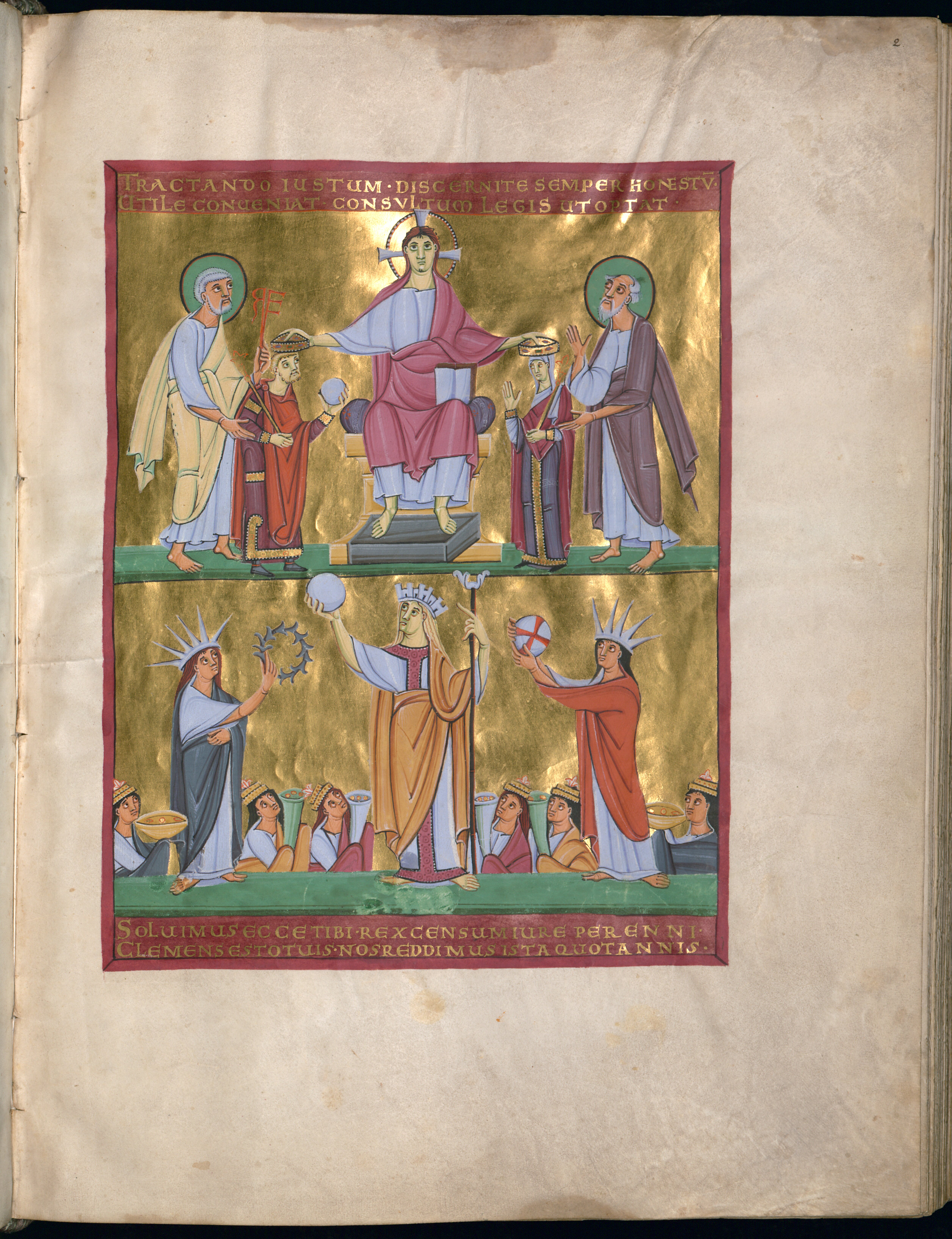
Henryk II i Kunegunda Luksemburska otrzymują władzę królewską z rąk Chrystusa

Perykopy Henryka II – iluminowany manuskrypt wykonany między 1007 a 1012 rokiem na zlecenie cesarza Henryka II Świętego, prawdopodobnie w skryptorium klasztoru Reichenau, zawierający wybór perykop przeznaczonych do czytania w trakcie mszy. Przechowywany jest w Bayerische Staatsbibliothek w Monachium (sygnatura Clm 4452).
Manuskrypt liczy 206 welinowych kart in folio i ma wymiary 425×320 mm. Oprawa księgi, wykonana z kości słoniowej, powstała pod koniec IX wieku w kręgu karolińskiej sztuki dworskiej, prawdopodobnie w Ratyzbonie. Przedstawiono na niej scenę Ukrzyżowania.
Księga ozdobiona jest cyklem miniatur, rozpoczynających się przedstawieniem cesarza i jego żony Kunegundy Luksemburskiej otrzymujących władzę z rąk Chrystusa. Aktowi temu towarzyszą święci Piotr i Paweł. W dolnej części znajdują się alegoryczne postaci żeńskie niosące dary. Trzy znajdujące się na pierwszym planie, ukoronowane i w długich szatach, to przypuszczalnie przedstawienia trzech krain cesarstwa: Italii otoczonej przez Galię i Germanię. Na drugim planie widnieje sześć mniejszych, ukazanych tylko jako popiersia postaci, symbolizujących prowincje Niemiec: Bawarię, Frankonię, Alemanię, Lotaryngię, Turyngię i Saksonię. Kolejne miniatury w księdze przedstawiają postaci czterech ewangelistów oraz poszczególne wydarzenia z życia Jezusa, na samym końcu znajduje się zaś scena Sądu Ostatecznego.
Księga była podarunkiem cesarza dla katedry bamberskiej z okazji konsekracji świątyni w 1012 roku, co upamiętnia wpisany na karcie pierwszej poemat dedykacyjny. Manuskrypt znajdował się w Bambergu do 1803 roku, kiedy to w związku z sekularyzacją dóbr kościelnych został przeniesiony do zbiorów Bayerische Staatsbibliothek.